# 納木維基
納木維基（： Namu Wiki */?）是一个伺服器設於巴拉圭的韓語网络百科全书，创立于2015年4月17日。納木維基所使用的Wiki引擎為獨立開發的the seed引擎，内容則根据知识共享署名-非商业性-相同方式共享2.0韩国（CC BY-NC-SA 2.0 KR许可）的方式進行许可。納木維基包含100多个專題，涉及各个领域。其涵盖的领域包括游戏、交通、军事、体育、历史、教育等。截至2019年1月，納木維基中共有72个專題。
與韓文維基百科不同，此網站自我定位並非嚴格意義上的百科全書，允許編輯時不附帶來源，網站可能會存在惡搞和諷刺性質的內容。
截至2023年4月15日，納木維基共有122萬8520篇條目（본문），其中包括34±1%的重定向頁面。納木維基已成为韩国所有维基系统中编辑量最高的网络百科全书，在SimilarWeb韩国热门网站排名占第7位，高于韓文維基百科的43位。

## 歷史
2015年4月11日，因梨俱吠陀维基的部分文件存在侵权问题，导致被侵权的用户与网站所有者方面引发了争论，并随后使得网站发生瘫痪，也导致了大量用户离开了梨俱吠陀维基。之后在2015年4月17日，納木維基成立，拷貝了梨俱吠陀维基的條目。
2016年5月，納木維基的服务器管理权转交给在巴拉圭开设公司的 Umanle S.R.L.。